# Guillaume De Almeida
Guillaume De Almeida, né le 2 juillet 1988, est un coureur cycliste français, naturalisé ensuite portugais.

## Biographie
D'abord footballeur au FC Saint-Girons, Guillaume De Almeida commence le cyclisme à l'âge de 17 ans au Couserans Cycliste. Dans un premier temps, il court en catégorie UFOLEP, où il obtient 10 victoires. Il est ensuite affilié à la FSGT, avec laquelle il remporte 15 courses.
En 2011, il s'impose sur L'Ariégeoise. En 2012, il crée la surprise en remportant la montagneuse Soulor-Aubisque, en première catégorie, devant quelques-uns des meilleurs grimpeurs du Sud-Ouest.
Recruté par l'US Montauban 82 en 2013, il se distingue l'année suivante en remportant le Critérium de Tarbes, la Nocturne de Montauban et les Bosses du Haut-Drac, où il devance Jérémy Maison et Pierre Latour. Il prend également la quatrième place du Tour de Rhuys, manche de la Coupe de France DN2.
Lors de la saison 2015, il remporte le Trophée des Bastides et multiplie les places d'honneur en terminant notamment deuxième de la Ronde du Pays basque, troisième du Prix de la ville de mont Pujols, cinquième du Tour du Piémont pyrénéen, huitième du Tour de la Dordogne ou encore neuvième du Tour d'Auvergne. Durant l'été, il envoie son CV aux six équipes continentales portugaises afin d'y passer professionnel. Afin d'être remarqué, il prend le départ de deux courses de la Coupe du Portugal et s'y classe 7e et 20e. Repéré par le directeur sportif adjoint de Rádio Popular-Boavista, il signe son premier contrat professionnel avec cette équipe pour la saison suivante.
Il fait ses débuts professionnels en février 2016, au Tour de l'Algarve. Au mois de juin, il participe à la Route du Sud et au championnat de France sur route. En juillet, il se distingue en terminant deuxième d'une étape au Trophée Joaquim-Agostinho, derrière Gustavo César Veloso. Il participe ensuite au Tour du Portugal.
En 2017, il signe en amateur à l'US Montauban 82 en début de saison. Il fait ensuite son retour chez les professionnels en avril, dans la formation portugaise LA Aluminios. Naturalisé portugais, il est embauché dans un rôle d'équipier en montagne pour son leader Edgar Pinto, en vue du Tour du Portugal. Cette expérience s’avère cependant peu concluante, en raison d'une mononucléose.
Non conservé par sa formation portugaise LA Aluminios, il retourne chez les amateurs en 2018, à l'UC Maia. Il fait ses débuts en compétition lors de l'Essor basque, au mois de février. Au printemps, il termine deuxième et meilleur grimpeur de la Clásica de Pascua, en Galice, puis quatrième du Grande Prémio Anicolor au Portugal.
En 2019, il intègre une équipe continentale angolaise et participe notamment au Tour du Rwanda et au Tour du Portugal.

## Palmarès
- 2011
  - L'Ariégeoise
  - 2e étape du Tour des 3 vallées
- 2012
  - Soulor-Aubisque
- 2014
  - Critérium de Tarbes
  - Bosses du Haut-Drac
  - Nocturne de Montauban
  - 2e du Trophée des Bastides
- 2015
  - Trophée des Bastides
  - L'Ariégeoise
  - 2e de la Ronde du Pays basque
  - 3e de l'Essor basque
  - 3e du Prix de la ville de mont Pujols
  - 3e des Boucles du Tarn et du Sidobre
- 2018
  - Grand Prix Mujica
  - 2e de la Clásica de Pascua

## Classements mondiaux
| Année           | 2016   |
| --------------- | ------ |
| UCI Europe Tour | 1 770e |